# Daniel Thürler

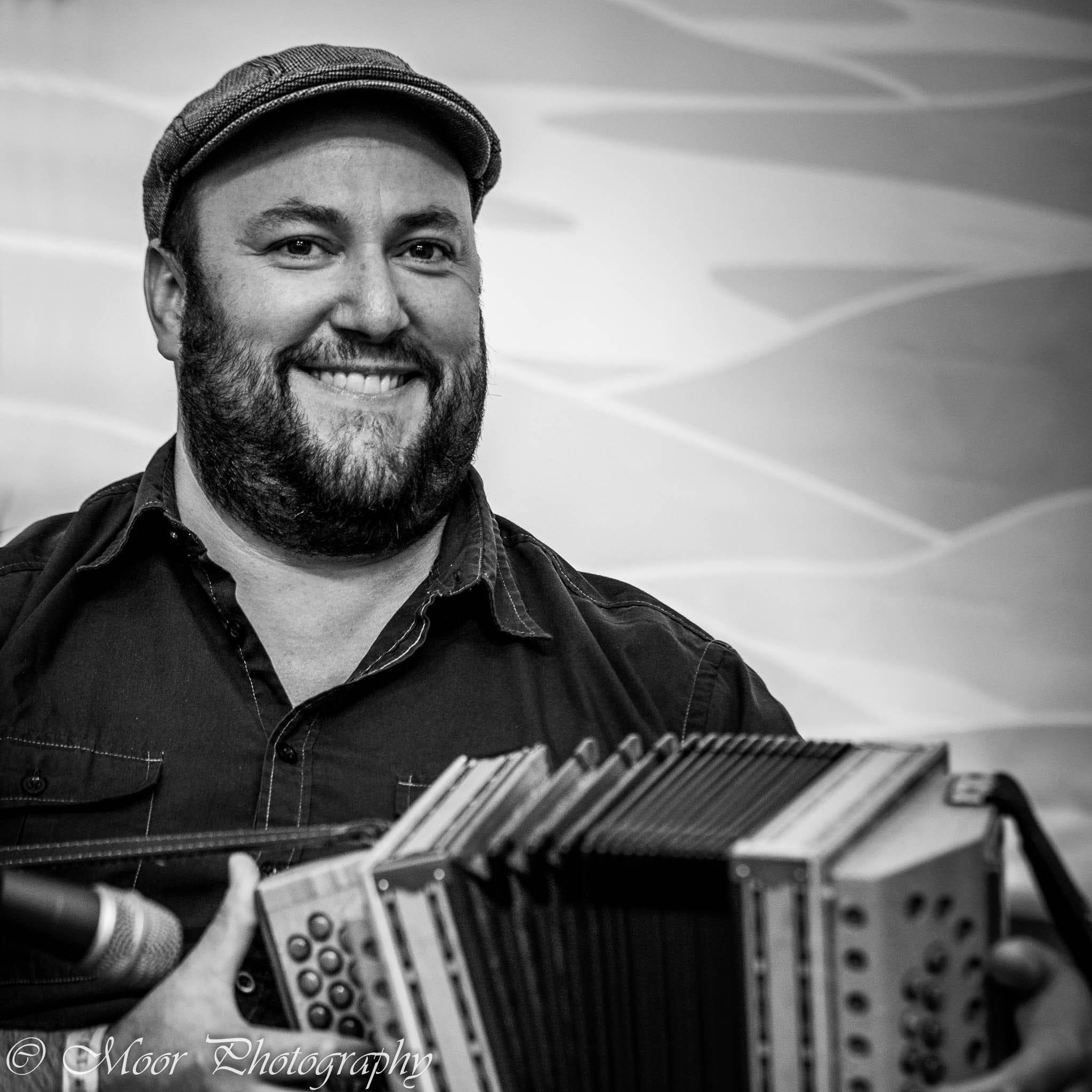
Daniel Thürler in Carolina in the Fall, North Carolina (2019)

Daniel Thürler (* 2. März 1978 in Billens) ist ein Schweizer Musiker und Komponist. „Mit seiner Art das Schwyzerörgeli mit neueren Musikstilen zu verbinden, wurde er zum Vorreiter einer neuen Musikanten-Generation.“ Ausgehend von der Ländlermusik interpretiert er Neue Volksmusik ebenso wie Stile der Weltmusik und ist als unkonventioneller Komponist bekannt geworden.

## Leben und Wirken
Daniel Thürler wuchs Im Fang im Greyerzerland auf und stand im Alter von acht Jahren gemeinsam mit seinem Vater auf der Bühne, wo er als Perkussionist mit den Holzlöffel auftrat. Zu diesem Zeitpunkt ergab sich auch die erste Fernsehsendung Chum u Lueg in Jaun. Im Alter von zehn Jahren erlernte er das Schwyzerörgeli und erhielt Unterricht bei Pascal Remy, Bruno Raemy, Hans Oesch und Willy Schmid. Von 1991 bis 1995 spielte er gemeinsam mit seinem Vater, seiner Schwester und anderen im Swyzerörgeliquartett Gembuebe. Er lernte anschließend das Spielen des Kontrabasses.
Thürler gründete verschiedene Formationen und spielte mit verschiedenen Bands zusammen. Mit Erwin Kolly gründete er 1997 das Schyzerörgeli-Duo Horizont und 1999 das Quartett SQ Witusenand, mit dem er die erste CD Grindsvorab aufnahm und unter anderem eine Konzertreise nach Singapur unternahm. Auch auf dem Folgealbum der Gruppe, GoldLichtig!, das von Phonoplay International veröffentlicht wurde, sind Ländlerkompositionen von ihm zu hören.
2001 folgte die Gründung der großen Schwyzerörgeli-Formation SGS Senseland, die Thürler 20 Jahre lang leitete, sowie 2002 gemeinsam mit dem Kontrabassisten Alfred Mosimann das Trio Thürler-Mosimann. Mit diesem spielt er in verschiedener Besetzung, unter anderem mit Marc Tschanz. Gemeinsam mit Mosimann und den Gästen Tom Küffer und Marc Gerber entstand 2016 für Phonoplay das Album Ver-rückt.
2004 gründete Thürler die Keltisch-Rock-Band Sufizus, 2005 gründete er Les amis de la Gruyere zur Pflege der Schweizer Tradition. Von 2003 bis 2019 war er Dirigent des Schwyzerörgeli-Ensembles Ecole de schwyzoise de Reconvilier die aus bis zu 80 Musikern bestand.
Konzertreisen unternahm er durch zahlreiche Länder Europas, Kenia, Marokko, Nordamerika und beim Internationalen Folklorefestival in China. Unter anderem spielte er für den König von Singapur und trat mit Alain Delon beim Jubiläum von Hublot in Paris auf. Mehrfach war er zu Gast in Rundfunk und Fernsehen.
Sein eigenes Tonstudio TM-Sound befindet sich in Düdingen.2018 wurde sein erstes Soloalbum Train to Louisiana veröffentlicht. 2019 konzertierte er mit Alfred Mosimann und Marc Gerber am Carolina in the fall festival in Wilkesboro, auf eine Einladung von den Krüger Brothers nachdem eine Woche zuvor Aufnahmen im Sun Studio in Memphis gemacht wurden. Gemeinsam mit den Musikern der Band Span, Georges „Schöre“ Müller (Gitarre) und Matthias „Matti“ Kohli (Schlagzeug), sowie dem Bassisten Alfred Mosimann entstand 2019 in der Gruppe Schörgeli das gleichnamige Album.
Thürler spielte außerdem als Gast unter anderem bei Martin Schütz, Urs Mangold, Rockustix, Trio Liebi, Kurt Ott, SQ Nume Hüt, SQ Heimisbach, Sandra Rippstein, Tanja von Erlach, Plüme Imhof, John & John, Plüme Imhof & Band, Dänu Wisler, Francine Jordi, Nico Brina, Gody Schmid, Hausi Straub, Jean-Pierre Straub, Buddy Dee, Ron Cartel und den Krüger Brothers. Als Studiomusiker spielte er bei Polo Hofer, Dr Eidgenoss (Heimat isch Trumpf, Freiheit), David Wadell, Alex Behning, Dänu Wisler, Stubete Gäng, Trauffer, Florian Ast sowie Knopf und George.
Thürler komponierte seit seinem zwölften Lebensjahr über 500 Titel. Er gründete außerdem eine Musikschule für Schwyzerörgeli und Kontrabass, leitet Seminare und schreibt Lehrbücher.

## Diskografie
Alben
- Grinds-Vorab, Witusenand, Aare Records, 2001
- Hauptsach Quer, Trio Thürler-Mosimann Phonoplay, 2005
- Traumhaft, SGS Senseland, Aare Records, 2007
- Goldlichtig, Witusenand Phonoplay, 2007
- Adrenalin, Trio Thürler-Mosimann, Phonoplay, 2008
- Wildfang, Witusenand, Phonoplay, 2009
- Fantasium, SGS Senseland, Phonoplay, 2010
- Le vieux Chalet, Les amis de la Gruyere, TM-Sound, 2011
- Juscht Irisch, Trio Thürler-Mosimann & Aeschbacher, Phonoplay, 2011
- Glasklar, Witusenand, Phonoplay, 2012
- Rokwiler, Reconvilier, TM-Sound, 2012
- Moitie-Moitie, Les amis de la Gruyere, TM-Sound, 2013
- Helvetia, SGS Senseland & Reconvilier, TM-Sound, 2015
- Choupa, Les amis de la Gruyere, TM-Sound, 2016
- Verrückt, Trio Thürler-Mosimann Phonoplay, 2016
- Train to Louisiana, Daniel Thürler, TM-Sound, 2018
- Elements in Motion, Elements, TM-Sound, 2019
- Schörgeli, Schörgeli, H2U GmbH, 2019
- Schörgeli, Troumfänger, TM-Sound, 2022